# Kościół św. Katarzyny Aleksandryjskiej w Jugowie
Kościół św. Katarzyny Aleksandryjskiej w Jugowie – barokowy, wzniesiony w 1722 r., znajdujący się w Jugowie w gminie Nowa Ruda, w woj. dolnośląskim. Jest budowlą sakralną na terenie gminy i jedną z pierwszych świątyń wybudowanych na ziemi kłodzkiej. Obecnie pełni funkcję kościoła parafialnego.

## Położenie i otoczenie
Kościół położona jest w środkowej części miejscowości w miejscu stanowiącym jej centrum, w szerokiej dolinie Gór Sowich nad Jugowskim Potokiem u wschodniego podnóża Włodyki. Główna droga wsi prowadzi prostym odcinkiem obok kościoła, eksponując w perspektywie bryłę budowli od wschodniej strony. Kościół otacza kamienny mur zbudowany na planie prostokąta, wewnątrz którego znajduje się plac po byłym cmentarzu okalającym kościół od strony zachodniej. W 1912 r. zaprzestano pochówków a cmentarz utworzono w innym miejscu. Wejście na teren przykościelny otwierają dwie metalowe dwuskrzydłowe bramy i furtka, osadzone od strony wschodniej w kamienno-metalowym płocie.
Na terenie przykościelnym zachowało się w dość dobrym stanie, kilka starych nagrobków, dawnych niemieckich mieszkańców wsi oraz kilka z czasów tuż powojennych. Najstarsze z nich pochodzą z XIX w. Na wznoszącym się placu po byłym cmentarzu rośnie kilka żywotników, w górnej części cmentarza po północnej jego stronie ślady, kaplicy cmentarnej z połowy XIX w.

## Historia kościoła i parafii
Świątynia wzmiankowana była już w 1374 r., pierwszym proboszczem był niejaki Nicolaus. Pierwotny kościół podczas wojen husyckich został zniszczony i w niedługim czasie odbudowany, jako drewniana kaplica z ubogim wyposażeniem. Pierwszymi właścicielami terenu byli Wustehubowie z Miśni. Jugów w tym okresie był wsią parafialną. Wcześniej była to wieś królewska, należąca do Korony Czeskiej. W 1651 r. na miejscu drewnianej kaplicy wzniesiono murowaną. Obecna świątynia została wzniesiona w latach 1718–1722 w stylu barokowym, jako jednonawowa budowla, zakończona półkolistym prezbiterium. Fundatorami byli Stillfriedowie, wsparcia na budowę udzielił najprawdopodobniej również ród von Haugwitz. Od wojen husyckich świątynia do 1775 r. należała najpierw do parafii Nowa Ruda, a następnie do parafii Ludwikowice. Na początku XX w. kościół został częściowo rozbudowany, wówczas dobudowano od strony południowej i północnej boczne nawy, półkoliste dobudówki po południowej i północne stronie prezbiterium, przez co świątynia zmieniła swoją dotychczasową bryłę. W latach 1963–1965 dokonano wielu remontów kościoła, ponieważ szkody górnicze znacznie uszkodziły jego strukturę. Decyzją wojewódzkiego konserwatora zabytków z dnia 16 marca 1966 r. obiekt został wpisany do rejestru zabytków.

## Architektura
Świątynia orientowana, trzynawowa z symetrycznie usytuowanymi nawami, ze sklepieniami kolebkowymi z lunetami, emporami bocznymi i półkoliście zakończonym wydzielonym prezbiterium. Murowana wzniesiona na planie krzyża łacińskiego, ma nawę środkową znacznie szerszą i wyższą od naw bocznych. Nawy pokrywa stromy jedno kalenicowy, dwuspadowy dach, ułożony prostopadle do osi prezbiterium tworzący okapy, pokryty blachą. W osi budowli od zachodniej strony znajduje się wysoka kwadratowa murowana wieża z pilastrami na narożnikach z dzwonnicą oraz kruchtą w przyziemiu. W zachodniej ścianie wieży znajduje się wejście główne do kościoła. Kruchta od kościoła oddzielana jest skrzydłowymi drzwiami. Wieża zwieńczona piętrowo ustawionymi dwoma latarniami z prześwitem zakończona barokowym cebulastym hełmem, ze smukłą metalową iglicą, na której umieszczona jest kula, a na końcu krzyż. W górnej części murów wieży w ścianach: wschodniej, północnej i południowej symetrycznie ułożone otwory okienne zakończone łukiem odcinkowym, w ścianie zachodniej w górnej części umieszczono symetrycznie ułożone czwarty prostokątny otwór okienny, poniżej ułożone są dwa otwory szczelinowe jeden pod drugim. Po południowej i północnej stronie prezbiterium znajdują się półkoliste prostopadle ułożona do osi kościoła apsydy, zwieńczone od strony wschodniej pół kopulastym dachem przechodzący w dach krążynowy, kryty blachą, Każda z trzema oknami od strony wschodniej: dwoma w górnej części i jednym prostokątnym w dolnej części. Wzdłuż murów apsyd po ich zewnętrznej stronie dobudowano klatki schodowe, którymi schody jednobiegowe proste prowadzą na empory nad nawami bocznymi. W ścianach klatek znajdują się po trzy prostokątne otwory okienne ułożone schodowo.

## Wnętrze
W nawie głównej po obu stronach ołtarza występują symetrycznie usytuowane dwie bramki ołtarzowe tworzące obejście ołtarza. Prezbiterium od nawy oddzielone jest otwieraną drewnianą balustradą. Po przeciwnej stronie ołtarza, umieszczona jest empora organowa. Empora organowa składa się z wysuniętego balkonu, wspartego na drewnianych filarach, w której centrum umieszczono prospekt organowy.
Organy to nieduży instrument, o trakturze mechanicznej z 1875 r. wykonany przez firmę organmistrzowską Braci Walterów z Góry. Ma on cechy starego instrumentu. W 2012 r. remont organów przeprowadził Remigiusz Cynar z Wrocławia. Przy prezbiterium od strony południowej znajduje się zakrystia, a po północnej prothesis. Nad nawami bocznymi znajdują się empory wsparte na filarach.

## Wystrój
We wnętrzu zachowało się barokowe wyposażenie. Na początku XX w. dostawiono boczne ołtarze i wtedy świątynia zmieniła wewnętrzny wygląd. Do najcenniejszych jej elementów należą: drewniany ołtarz główny wykonany w 1777–1780 przez Michała Ignacego Klahra. Obraz patronki świątyni oprawiony w piękną barokową ramę, przedstawiający zaślubiny św. Katarzyny Aleksandryjskiej wykonany przez Caspara Wehsego z Kłodzka, barokowe ołtarze boczne, witraże, bogato zdobiona barokowa ambona z wizerunkami ewangelistów, w nawie głównej przy drzwiach do zakrystii, konfesjonały, rzeźby, płaskorzeźby Drogi Krzyżowe oprawione w zdobione ramy, rozmieszczonych na ścianach bocznych, stare drewniane ławki, oraz prospekt organowy. Sklepienie nawy głównej pokrywają malowidła o tematyce sakralnej. W przedsionku umieszczony jest aspersorium.